# Roberta Flack Featuring Donny Hathaway
Roberta Flack Featuring Donny Hathaway è l'ottavo album in studio della cantante statunitense Roberta Flack, pubblicato nel 1980.

## Il disco
Il disco contiene la partecipazione, in maniera postuma, del cantante Donny Hathaway, deceduto nel 1979.
Nel 1981 l'album ha ricevuto la candidatura per il Grammy Award alla miglior interpretazione vocale R&B femminile.

## Tracce

### Side 1
1. Only Heaven Can Wait (For Love) (Flack, Eric Mercury) - 4:03
2. God Don't Like Ugly (Gwen Guthrie) - 4:34
3. You Are My Heaven (Eric Mercury, Stevie Wonder) - 4:10
4. Disguises (Stuart Scharf) - 2:24

### Side 2
1. Don't Make Me Wait Too Long (Stevie Wonder) - 7:45
2. Back Together Again (Reggie Lucas, James Mtume) - 9:45
3. Stay with Me (Gerry Goffin, Michael Masser) - 3:47